# Male Srakane
Male Srakane su otok u Jadranskom moru u Cresko-lošinjskom otočju. Otok se pruža u pravcu sjeverozapad - jugoistok. Najsjevernija točka je i najzapadnija točka ovog otoka. Najjužnija i najistočnija točka je rt Šilo. Jedino naselje na otoku jesu Male Srakane.
Dalje prema sjeverozapadu, u istom pravcu (u povijesti su bili dijelom istog gorskog grebena) se pruža otok Vele Srakane, od kojih je odijeljen prolazom Žaplićem, kojih stotinjak metara. Pet km prema sjeverozapadu, nalazi se otok Unije, a 2 km prema istoku, ploveći preko Unijskog kanala, nalazi se otok Lošinj. Nešto manje od 5 km u pravcu jug-jugozapad, se nalazi otok Susak. Ploveći prema zapadu, izlazi se na otvoreno more.
Njegova površina iznosi 0,605 km2. Dužina obalne crte iznosi 3,92 km. Najviša točka na otoku je visoka 30 m.

## Stanovništvo
Male Srakane već dugo nemaju domaćega stanovništva. Na otočiću živi jedan hrvatsko-austrijski bračni par.[nedostaje izvor]